# Şatıroba
Şatıroba är en ort i Azerbajdzjan.   Den ligger i distriktet Masallı Rayonu, i den sydöstra delen av landet, 190 km sydväst om huvudstaden Baku. Antalet invånare är 1 670.
Terrängen runt Şatıroba är platt åt nordost, men åt sydväst är den kuperad. Runt Şatıroba är det ganska tätbefolkat, med 120 invånare per kvadratkilometer.. Närmaste större samhälle är Boradigah, 1,7 km nordväst om Şatıroba.
Trakten runt Şatıroba består till största delen av jordbruksmark.